# Động cơ piston hướng kính

Cơ cấu truyền động với trục cam / thanh truyền và thời chuẩn đánh lửa giữa các xi lanh trong động cơ hướng kính. Bốn thùy cam (trên vòng màu đỏ) điều khiển tất cả 10 van của năm xi lanh. (Xem hình kích thước lớn)

Động cơ piston hướng kính (tiếng Anh: radial engine), hay còn gọi là động cơ piston tỏa tròn, động cơ hình sao, là một cấu hình động cơ đốt trong kiểu piston trong đó các xi lanh "tỏa" ra ngoài từ một cácte ở giữa giống như các nan hoa của bánh xe. Cấu hình động cơ này giống một ngôi sao cách điệu khi nhìn từ phía trước và được gọi là "động cơ hình sao" trong một số ngôn ngữ khác như trong tiếng Đức (Sternmotor), Pháp (moteur en étoile), Ý (motore stellare), Nhật (星型エンジン). Cấu hình động cơ hướng tâm thường được sử dụng cho động cơ máy bay trước khi động cơ tuabin khí được sử dụng phổ biến.

## Cơ cấu hoạt động
Ở động cơ piston hướng kính, trục của các xi lanh nằm trên cùng một mặt phẳng (đồng phẳng), nên thanh truyền ở từng xi lanh không thể được gắn trực tiếp vào trục khuỷu trừ khi sử dụng các thanh truyền phân nhánh phức tạp về mặt cơ khí. Thay vào đó, các piston được kết nối với trục khuỷu bằng cơ cấu cụm thanh truyền chính–phụ và khớp nối. Trong hình động minh họa (bên trên), piston trên cùng nối với một thanh truyền chính gắn trực tiếp vào trục khuỷu. Thanh truyền phụ của các piston còn lại gắn vào các vòng xung quanh mép của thanh truyền chính. Một số kiểu động cơ có thể thêm nhiều hàng (row) xi lanh hướng tâm để tăng công suất của động cơ mà không làm tăng đường kính và kích thước động cơ.
Động cơ bốn kỳ piston hướng kính thường có thiết kế số xi lanh lẻ trên mỗi hàng xi lanh, để có thể duy trì thứ tự đánh lửa nhất quán với mọi piston khác, mang lại sự vận hành trơn tru. Ví dụ, trên động cơ năm xi lanh, thứ tự đánh lửa là 1, 3, 5, 2, 4 và quay trở lại xi lanh 1. Hơn nữa, việc này giúp luôn duy trì khoảng cách một piston giữa piston kỳ nén và piston kỳ nổ. Kỳ chủ động trực tiếp giúp nén xi lanh bên cạnh thực hiện kỳ nổ, giúp chuyển động giữa các piston đều hơn. Nếu sử dụng một số lượng xi lanh chẵn, chu trình đánh lửa có thời gian như nhau giữa các xi lanh sẽ không khả thi. Các động cơ diesel Zoche aero-diezel hướng tâm nguyên mẫu có số lượng xi lanh chẵn, ví dụ: bốn hoặc tám xi lanh; nhưng điều này không ảnh hưởng đáng kể, vì đây là động cơ hai kỳ vốn có công suất gấp đôi động cơ bốn kỳ trên mỗi vòng quay của trục khuỷu.
Như với hầu hết các động cơ bốn kỳ, trục khuỷu trong động cơ hướng kính cần hai vòng quay để hoàn thành bốn hành trình của mỗi piston (nạp, nén, đốt, xả). Bánh răng trục cam được truyền động giảm tốc để quay chậm hơn và ngược chiều với trục khuỷu. Các thùy cam của nó được xếp thành hai hàng; một cho van nạp và một cho van xả. Động cơ hướng kính thường sử dụng ít thùy cam hơn các loại động cơ khác. Ví dụ trong động cơ trong hình minh họa động (bên trên), bốn thùy cam điều khiển tất cả 10 van của năm xi lanh, trong khi ở động cơ xi lanh thẳng hàng có cùng số xi lanh và van, phải cần đến 10 thùy cam riêng biệt.